# De vergeten bom
De vergeten bom is het twaalfde stripalbum van Agent 327, getekend door Martin Lodewijk en in 2001 uitgegeven door Uitgeverij M. Het verhaal (dossier) is voor het eerst verschenen in het Algemeen Dagblad in 2000 (23 mei t/m 9 september). De inkleuring is uitgevoerd door Hanneke Bons.
De vergeten bom kwam voor velen als een verrassing, want sinds 1985 waren er geen nieuwe vervolgverhalen meer van Agent 327 verschenen. Alleen de openingsscène van het verhaal zat al vol met verwijzingen naar de actualiteiten, met een grootse filmpremière, en qua tekenwerk bleek er weinig gewijzigd, evenals de verhaallijn. Opvallend genoeg is dit het enige album in de nieuwe serie waarin geen oude vijand van Agent 327 terugkeert in een prominente rol.

## Verhaal
Na het einde van de Koude Oorlog werd niet alleen de dienstplicht afgeschaft, maar werd de Geheime Dienst ook wegbezuinigd. Hendrik IJzerbroot vervuld sindsdien een baan als limousine-chauffeur. Tot Olga Lawina onverwachts voor zijn neus staat. Bij de eeuwwisseling zijn alle hoofden van de Geheime Diensten bij elkaar gekomen en ontvoerd. Behalve de Chef, die al voortijdig spoorloos was. Om uit te zoeken wat er gebeurd is mag de Geheime Dienst weer uit de mottenballen, dus gaan IJzerbroot (die zich weer Agent 327 mag noemen) en Olga op zoek naar de Chef, die ze als zwerver in een vuilcontainer vinden. Door wat toevallige ontmoetingen staan Willemse, juffrouw Betsie en Agent 525 ook al gauw weer paraat. Maar dan verdwijnt de Chef plotseling toch. En met hem is een zekere juffrouw Wendy, die in de tussentijd het pand gebruikt had dankzij het gedoogbeleid.
Sporen wijzen erop dat de Chef is ontvoerd naar de voormalige Sovjetrepubliek Zakkestan, waar de maffia heerst. Wat is de Zakse regering van plan? De Neutrale Bom (zie Dossier Rookbom) schijnt er iets mee te maken te hebben.

## Trivia
- Martin Lodewijk had sinds 1985 geen Agent 327-verhaal meer getekend, op een onafgewerkt verhaal uit 1990 na. In dit album blijken de personages ook tien jaar lang op non-actief te hebben gestaan. IJzerbroot legt in strook 4 uit dat de Nederlandse Geheime Dienst werd opgeheven na het einde van de Koude Oorlog. De eerste elf pagina's van het verhaal zijn zelfs volledig gewijd aan het opnieuw opstarten van de Nederlandse Staatsveiligheid en het weer aannemen van alle werknemers van weleer: IJzerbroot, de Chef, Olga Lawina, Juffrouw Betsy, Barend, Carl Sorge, Willemse,.
- De figuur die in het eerste prentje een televisieverslag doet is een karikatuur van een bekende Nederlandse presentator.
- In het eerste prentje vraagt een man of Agent 327 zich als Bart De Grof vermomd heeft? De andere antwoordt: "Nee, dat is Jacques Koterie, vermomd als René Jochie."
- In datzelfde prentje roept een man luidkeels: "Ik zég nog, geen bonnetje!", terwijl hij een bon in de lucht houdt. Dit is deels een verwijzing naar een reclamespot voor de Melkunie die eind jaren 90 op televisie te zien was. In deze spot maakte een man reclame voor melk, terwijl een levensechte koe naast hem in een strandstoel rustte. Tijdens zijn toespraak liep de koe naar de duikplank en sprong buiten beeld in het zwembad. Hierdoor werd de man volledig nat en schreeuwde kwaad: "Ik had nog zó gezegd: géén bommetje." Het bonnetje verwijst naar de bonnetjesaffaire waar de burgemeester van Rotterdam Bram Peper in verwikkeld was.
- De James Nulnul-film die in première gaat is een verwijzing naar James Bond, alias 007. De film heet "Enough is Enough", een woordspeling op The World Is Not Enough (1999).
- Daphne Lekkers is de Nederlandse actrice Daphne Deckers.
- Daphne Lekkers zegt dat ze een artistieke fotoreportage in "Punthouse" of "Pleeboy" ambieert en een literaire column in Belle (Libelle (tijdschrift)) of Griet (Margriet (tijdschrift)).
- Billy Crank, de "fraai-bo koning" is een verwijzing naar Billy Blanks, de uitvinder van tae-bo.
- Tietjana en Prammela zijn verwijzingen naar Tatjana Šimić en Pamela Anderson.
- "De bekendste onbekende Nederlander uit Big Brothel" die "effe knuffe" roept verwijst naar Ruud Benard, deelnemer aan de eerste versie van Big Brother. Benards bekendste uitspraak was: "Effe knuffelen."
- Maxima Culpa en Alexschrander zijn een woordspeling op het Nederlandse prinsenpaar Willem-Alexander en Maxima. Maxima Culpa's naam verwijst ook naar de Latijnse term "Mea Culpa" ("Mijn schuld"). Dit is een allusie op het feit dat haar vader betrokken was bij het Argentijnse dictatoriale regime in de jaren 70.
- In strook 2 vervolledigt Olga Lawina uitzonderlijk IJzerbroots karakteristieke verzuchting aan het begin van elk Agent 327-album.
- Agent 327 stamelt bij het horen van Olga Lawina's stem: "Die stem. Die bo..., die bu..., eeh ...die stem!"
- Dit is het eerste album waarin Olga Lawina's beveiligingsbureau, "B.I.P.S." ("Beautiful Important People Security") wordt vermeld.
- Olga Lawina verklaart in strook 3 dat "de bekende Nederlanders goed dokken" voor haar beveiliging, "vooral de onbekenden." Een steek naar het televisieprogramma Big Brother, waarin onbekende Nederlanders ineens beroemdheden werden.
- In het vijfde prentje van strook 4 zien we op een reclamezuil een reclameposter voor het Belgische blad Humo.
- In het tweede prentje van strook 5 zien we allerlei graffiti op een parkeergarage staan. Er staat onder meer de Sex Pistolsslogan: "No Future" ("Geen toekomst") en woordspelingen hierop: "No fut" ("geen fut, energie"), "No VUT", "Fut You" ("Fuck You"),... Ook zien we Het Gele Teken uit het gelijknamige klassieke Blake en Mortimerstripalbum. Deze graffiti wordt in strook 11 vervolgd met slogans als "No Furniture" ("Geen meubilair") en "Dr. Deprave".
- In strook 5 beweert Olga Lawina dat de GVD het te druk heeft met het EK 2000. Het Europees Kampioenschap Voetbal vond in 2000 plaats in België en Nederland en er werd destijds veel beveiliging geregeld tegen hooligans.
- Agent 327 danst in strook 6 vlak voor een poster met reclame voor een concert van André Hazes op de achtergrond.
- Olga Lawina's claxofoon in strook 7 maakt het geluid: "Pep!". Een knipoogje naar het Nederlandse stripblad Pep, waarin Agent 327's avonturen verschenen.
- In het derde prentje van strook 7 en vijfde prentje van strook 9 zien we het hondje uit "Liefde en geluk" door Gerrit de Jager, een bekende Nederlandse krantenstripreeks waar in Agent 327 wel vaker naar verwezen wordt. In strook 24 zien we het hondje, samen met zijn baasje.
- Barend zegt in strook 9 tegen Agent 327: "Komt u deze Assepoester weer wakker kussen?", hierbij Assepoester met Doornroosje verwarrend.
- De Chef blijkt geobsedeerd door de soap Slechte tijden, klote tijden, dat verwijst naar de RTL 4-soap Goede tijden, slechte tijden. In strook 70-71 wordt hij zelfs gemarteld door de afscheidsscène met Katja Stuurloos uit deze soap herhaaldelijk terug te zien.
- In strook 13 staan diverse woordspelingen rond motten.
- Barend grijpt in strook 13 een vliegenmepper en slaat alle motten dood. Hij is de slechte woordspelingen blijkbaar beu, want hij verdedigt zijn gedrag met de woorden: "Voordat deze strip wordt omgedoopt tot: "De Stomgasten".'
- Agent 327 leest in strook 13 het Algemeen Dagblad.
- Barend koopt een nieuw pak voor de Chef uit een "Bektoedesiksties"-winkel ("Back to the sixties"). In hetzelfde prentje zegt hij: "Brrrrr... eerst Gullit en nu de chef!!"
- Victor Baarn belt de Chef op in strook 14. In strook 18 heeft de Chef diens identiteit nog altijd verborgen. Willemse: "Alsof er nog iemand geïnteresseerd is in Victor Baarn." Barend: "Alsof iemand nog weet wie Victor Baarn is."
- De Chef blijkt in strook 18 allerlei documenten te hebben bijgehouden, waaronder: "de protocollen van Zwolle, het kassabonnetje van Willem Drees, de commissariaten van Boer Eenzang, de memo's van De Nul en Veragt, de korte inhoud van het staatskoffertje, de ware identiteit van Victor Baarn."
- In strook 19 vertelt de Chef dat alle geheime diensten besloten hadden rond de eeuwwisseling weer samen te komen: De S.I.A., de Semi Intelligence Agency, de Franse Sinecure Nationale, de Israëlische Mssd, de toen nog Oost-Duitse Stazi,...
- De Chef vraagt zich in strook 19 af of hij op zijn monitor ook naar "STKT" kan kijken?
- Carl Sorge beweert dat hij een hele stapel Pleeboys heeft gekregen van "één of andere geschifte striptekenaar." Wellicht zelfspot van Martin Lodewijk.
- Juffrouw Betsy gooit alle Playboys weg. Carl Sorge neemt afscheid van alle vrouwen die naakt poseerden voor het blad: Marilyn, Anna Nicole, Bambi, Kim, Cindy, Betty, Ursula, Jayne, Jerney, Adele, Hannah, Leontien, Manuëla en Daphne Lekkers. Barend merkt op: "Je bent jong en je mist wat." Een woordspeling op de Veronicaslogan: "Je bent jong en je wilt wat."
- Carl Sorge over het verdwijnen van de Playboys: "Straks is de enige plek waar je nog een pin-up kan zien de muur van je BOVAG garage."
- In strook 24 rijden Agent 327 en Olga Lawina een café binnen waar de Vader van Peter van Straatens strip "Vader en Zoon" ziet, evenals twee andere Nederlandse stripfiguren.
- Een man in het café zegt: "Zet de tv 's wat harder, Joop! Jos Verstoppen gaat voor Oranje!" (strook 24). In strook 59 wordt er nogmaals naar Jos Verstappen verwezen.
- De Chef blijkt ontvoerd naar Zakkestan, een woordspeling op Kazachstan. De hoofdstad van Zakkestan blijkt Boktor te heten (strook 47). Een andere stad heet "Baikamer" (bijkamer) (strook 62).
- Agent 327 stoot in strook 30 op de "nieuwste videoclip van Katja Stuurloos".
- Olga Lawina zegt in strook 17 dat ze de bodyguard van de Spijt Girls en Pikkie Martin moet zijn.
- De journalist verwijst in strook 32 naar president Noersoeltan Nazarbajev van Kazachstan en Saparmurat Niazov van Turkmenistan.
- "Vette Mik", de bijnaam van "J. Van S.", een plat dialect sprekende sloper heeft het ganse album door een censuurbalk voor zijn ogen. Mogelijk is hij een verwijzing naar een bestaand iemand. Op zijn shirt staat: "Meek Luv Not War" ("Make Love Not War.")
- Een man huilt in strook 39 dat Oranje verloren heeft.
- In strook 39 en strook 81 wordt er naar de film Gone in 60 Seconds verwezen.
- Het Kazachse kind in stroken 41-42 wenst dat IJzerbroot hem speelgoed geeft: "Een Barbiepop carrièrevrouw, een CD van Boyzooi, de Alakazan van Pokkemon, de Blastoise eerste druk, de Sharizard first edition!"
- Agent 327 overweegt in strook 49 een glaasje koemis te drinken, "shaken, not stirred!". Deze laatste uitdrukking verwijst naar James Bond.
- Nadat Agent 327 overvallen is in strook 51 zegt hij: "Ik voel me alsof Feyenoord opnieuw kampioen is geworden." Martin Lodewijk is fan van deze voetbalclub.
- Agent 327 woont in strook 53-58 een wedstrijd buzkashi bij. Dit is een echt bestaande Afghaanse volkssport.
- Als Agent 327 in strook 60 Olga Lawina herkent vraagt hij haar: "Als u zich nou nog vermomd had als Bart De Grof of Peppi en Kokki?"
- De naam van Kolonel Promiskuva is een woordspeling op het woord: "promiscue".
- Olga Lawina maant de rest in strook 65 aan: "Kom mee (...) we gaan Mission Improbable spelen."
- De Chef beweert in strook 70 dat hij gehard is tegen martelingen. "Ik heb de Marathon Man gezien en ging daarna gewoon naar de tandarts voor een vulling." Een verwijzing naar de bekendste scène uit deze film.
- Kolonel Promiskuva wil de Chef in strook 71 martelen door hem naar een aflevering van Katja Stuurloos in Haantjer te laten kijken.
- De "neutrale bom" in strook 72 verwijst naar de neutronenbom. Dit wapen speelde in Dossier Rookbom al een belangrijke rol.
- Volgens kolonel Promiskuva leden de heren in strook 75 aan de "ziekte van Algenheimer."
- In strook 75 zegt Promiskuva dat Zakkestan het onbemande ruimtestation MIR zal aanvallen.
- Een groep schapen springen over de Zakkestanse soldaten heen waardoor deze in slaap vallen. Een verwijzing naar schaapjes tellen.
- Op de zeppelin in strook 86 staat "Foetsiefilm" geschreven, een woordspeling op Fujifilm.
- De Biereco's in strook 90 zijn een verwijzing naar de arbeiders uit de strip De familie Doorzon.